# Mochnaczka Wyżna (gromada)
Mochnaczka Wyżna (od 1 I 1969 Berest) – dawna gromada, czyli najmniejsza jednostka podziału terytorialnego Polskiej Rzeczypospolitej Ludowej w latach 1954–1972.
Gromady, z gromadzkimi radami narodowymi (GRN) jako organami władzy najniższego stopnia na wsi, funkcjonowały od reformy reorganizującej administrację wiejską przeprowadzonej jesienią 1954 do momentu ich zniesienia z dniem 1 stycznia 1973, tym samym wypierając organizację gminną w latach 1954–1972.
Gromadę Mochnaczka Wyżna z siedzibą GRN w Mochnaczce Wyżnej utworzono – jako jedną z 8759 gromad na obszarze Polski – w powiecie nowosądeckim w woj. krakowskim, na mocy uchwały nr 26/IV/54 WRN w Krakowie z dnia 6 października 1954. W skład jednostki weszły obszary dotychczasowych gromad Mochnaczka Wyżna, Mochnaczka Niżna i Czyrna ze zniesionej gminy Tylicz w tymże powiecie. Dla gromady ustalono 9 członków gromadzkiej rady narodowej.
30 czerwca 1960 do gromady Mochnaczka Wyżna przyłączono obszar zniesionej gromady Berest oraz wsie Krzyżówka i Roztoka (Wielka) ze zniesionej gromady Nowa Wieś.
1 stycznia 1969 do gromady Mochnaczka Wyżna przyłączono wsie Binczarowa, Florynka i Wawrzka ze zniesionej gromady Kąclowa; z gromady Mochnaczka Wyżna wyłączono natomiast wieś Mochnaczka Niżna włączając ją do gromady Tylicz oraz wsie Krzyżówka i Roztoka Wielka włączając je do gromady Łabowa; po manewrach tych gromadę Mochnaczka Wyżna zniesiono przez przeniesienie siedziby GRN z Mochnaczki Wyżnej do Berestu i przemianowanie jednostki na gromada Berest.